# Mecodina ethnica
Mecodina ethnica là một loài bướm đêm trong họ Erebidae.